# Véronique Dehant
Véronique Dehant (Bruxelles, 24 luglio 1959) è una geofisica, geodeta e planetologa belga, specializzata nello studio delle deformazioni interne alla Terra in conseguenza del suo moto di rotazione e delle azioni gravitazionali del Sole e della Luna.
Ha inoltre applicato tecniche analoghe nello studio dei pianeti Mercurio, Venere e Marte e delle lune dei pianeti gassosi del sistema solare esterno. Ha anche condotto studi sull'abitabilità dei corpi del sistema solare. È capo dipartimento presso l'Osservatorio Reale del Belgio e professore straordinario presso l'Università Cattolica di Lovanio.

## Biografia
Véronique Dehant si è laureata in matematica presso l'Università Cattolica di Lovanio nel 1981. Ha conseguito la laurea in fisica nel 1982. Ha discusso una tesi di dottorato nel 1986, svolgendo in seguito attività di ricerca grazie a finanziamenti dell'agenzia belga preposta, il Fonds National de la Recherche Scientifique (FNRS). Nel 1992 ha conseguito l'abilitazione alla docenza universitaria (HDR, habilitation à diriger des recherches), insegnando presso l'Università Cattolica di Lovanio, dove dal 2009 è professore straordinario.
Nel 1993 ha ottenuto la qualifica di coordinatrice (cheffe de travaux) presso l'Osservatorio Reale del Belgio. Presso lo stesso istituto nel 1997 è diventa caposezione. Dal 2013 ha assunto la direzione operativa della sezione Systèmes de référence et Planétologie (Sistemi di riferimento e planetologia).
Tra il 2000 e il 2003 è stata presidente del gruppo di lavoro “Non-Rigid Earth Nutation Theory” della Commissione 19 dell'Unione Astronomica Internazionale. Da allora, ha assunto numerose responsabilità scientifiche come presidente eletta di sezioni o commissioni presso l'Unione Astronomica Internazionale e l'Associazione internazionale di geodesia e geofisica. Nel 2010 è diventata membro della Accademia reale di scienze, lettere e belle arti del Belgio (classe di scienze ) e da allora ha tenuto lezioni presso il Collège Belgique - l'istituto di istruzione universitaria associato all'Accademia reale.
Nel 2013 e nel 2014 ha tenuto lezioni al Collège de France.

## Attività di ricerca
Inizialmente, la ricerca di Dehant si concentrò sulla migliore comprensione del moto di rotazione della Terra nello spazio, studiandone la precessione e la nutazione. Ha sviluppato modelli che tengono conto della struttura e delle interfacce della Terra, compresi gli effetti delle maree e delle risonanze del nucleo.  Questo lavoro ha portato a un nuovo e più accurato modello di riferimento per la rotazione terrestre. Il suo gruppo di ricerca è stato premiato per questo lavoro con il Premio Cartesio, ricevendo 300.000 euro nel 2003.
Membro dell'Unione astronomica internazionale, dell'Académie de l'air et de l'espace di Tolosa e del Bureau des longitudes, Dehant ha partecipato al gruppo di ricerca per gli strumenti  RISE ("Rotation and Interior Structure Experiment") e SEIS ("Seismic Experiment for Interior Structure") a bordo della sonda InSight della NASA, su Marte. Attraverso misurazioni Doppler, il gruppo che dirige le attività di ricerca di InSight intende determinare con maggior precisione il moto di rotazione di Marte e la posizione del pianeta nello spazio, al fine di ottenere informazioni sulla struttura dell'interno di Marte.
A vario titolo, è stata membro dei gruppi di ricerca per gli strumenti: MaRS (Mars Radio Science Experiment) di Mars Express (2003); MORE (Mercury Orbiter Radio-science Experiment) di BepiColombo (2005); 3GM (Gravity & Geophysicals of Jupiter and Galilean Moons) di JUICE (Jupiter Icy Moons Explorer), 2012; Evoluzione EOS (Excellence Of Science) ET-HOME e traccianti dell'abitabilità di Marte e della Terra (2018-2024); esperimento Lander Radioscience (LaRa) a bordo della seconda missione ExoMars, il cui lancio, previsto nel 2022, è stato rinviato.
Il lavoro di Dehant è stato ampiamente riconosciuto. Nel 2003 ha ricevuto il premio di geodesia della European Geosciences Union, noto come Medaglia Vening-Meinesz. È membro dell'American Geophysical Union e membro straniero dell'Accademia francese delle scienze. Nel 2016 ha ricevuto la medaglia Whitten dall'American Geophysical Union. Questo premio viene assegnato per "risultati eccezionali nella ricerca sulla forma e la dinamica della Terra e dei pianeti".

## Premi e riconoscimenti
- 1988 - premio Charles Lagrange
- 2003 - medaglia Vening-Meinesz, European Geosciences Union
- 2003 - premio Cartesio dell'Unione europea[4]
- 2014 - dottorato Honoris Causa dell'osservatorio di Parigi[8]
- 2016 - Commendatore dell'Ordine di Leopoldo II[5]
- 2016 - medaglia Charles A. Whitten, American Geophysical Union[5][9]
- 2020 - premio Dr A. De Leeuw-Damry-Bourlart in scienze esatte fondamentali (Premio quinquennale del FNRS)

L'asteroide 11895 Dehant, scoperto da Eric Walter Elst nel 1991, prende il nome da Véronique Dehant.

## Opere (selezione)
Dehant è autrice di più di 500 pubblicazioni.
- (FR) Véronique Dehant, Habiter sur Mars?, Académie royale de Belgique, 2012, ISBN 9782803103072.
- (FR) Véronique Dehant, Habiter sur une lune du système solaire?, Académie royale de Belgique, 2015, ISBN 9782803104970.
- (EN) Véronique Dehant e Piravonu M. Mathews, Precession, Nutation and Wobble of the Earth, Cambridge University Press, 2015, ISBN 9781316300336.